# Pikelinia milloti
Espèce
Synonymes
- Filistata milloti Zapfe, 1961

Pikelinia milloti est une espèce d'araignées aranéomorphes de la famille des Filistatidae.

## Distribution
Cette espèce est endémique du Chili.

## Description
La femelle holotype mesure 4,8 mm.

## Systématique et taxonomie
Cette espèce a été décrite sous le protonyme Filistata milloti par Zapfe en 1961. Elle est placée dans le genre Filistatoides puis dans le genre Pikelinia par Magalhaes et Ramírez en 2022.

## Étymologie
Cette espèce est nommée en l'honneur de Jacques Millot.

## Publication originale
- Zapfe, 1961 : « La familia Filistatidae en Chil. » Investigaciones Zoológicas Chilenas, vol. 7, p. 145-150.